# Der Bucklige und die Tänzerin
Der Bucklige und die Tänzerin (Arbeitstitel: Der grüne Kuss) ist ein deutsches Stummfilm-Drama von Friedrich Wilhelm Murnau aus dem Jahr 1920. Der Film handelt von einem Buckligen, der sich in eine schöne Tänzerin verliebt, die allerdings nichts von ihm wissen will. In Liebeskummer verabreicht er ihr ein geheimnisvolles Elixier, das jeden tötet, der sie küsst. Nachdem ihr Verlobter und ihr Liebhaber sterben mussten, kann auch er der Versuchung nicht widerstehen und stirbt, da sie ihm das Gegengift entreißt.

## Handlung
Die junge Gina arbeitet als Tänzerin und ist der Star eines Kabaretts. Sie wird vom deutlich älteren Großkaufmann Smith umschwärmt, der sie mit kostbaren Geschenken überhäuft. Gina sieht in Smith eher einen Freund, lässt sich die Gunstbezeugungen jedoch gefallen. Eines Tages erscheint der kleine, verwachsene James Wilton im Kabarett. Er verliebt sich in Gina, die ihm aus Mitleid freundlich gegenübertritt. Als Smith eines Tages aufgrund einer Geschäftsreise abwesend ist, lädt Wilton Gina zu sich nach Hause ein, will er ihr doch einige Schönheitselixiere schenken. Gina sucht ihn in seiner Wohnung auf, die zwar in einer heruntergekommenen Gegend liegt, jedoch prächtig ausgestattet ist. Wilton schenkt ihr mehrere kostbare Salben und erzählt ihr seine Lebensgeschichte und wie ihn sein Buckel stets ausgegrenzt habe. Als Gina ihm tröstend die Hand streichelt, vergisst Wilton sich und küsst ihre Hand. Gina flieht entsetzt aus der Wohnung.
Am nächsten Tag erfährt Wilton, dass Gina überraschend ihr Engagement im Kabarett aufgegeben und sich mit Smith verlobt habe. Wilton ist erschüttert und verzweifelt, doch wandelt sich seine Niedergeschlagenheit bald in Hass. Gina drängt Smith unterdessen, mit ihr auf einen Ball zu gehen. Hier lernt sie den deutlich jüngeren Baron Percy kennen, mit dem sie den Abend über tanzt, bis Smith eifersüchtig dazwischengeht.
Gina kündigt sich brieflich bei Wilton an. Sie bittet ihn um weitere Salben, sind seine Schönheitscremes doch in der Zwischenzeit aufgebraucht. In seinem Hass gefangen, vermischt Wilton die Salben mit giftigen Substanzen und gibt die so tödlichen Salben Gina mit. Die trifft auf dem Rückweg auf Percy, der auf sie gewartet hat. Das Paar wird von Smith gesehen, der Percy nun zum Duell fordern will. Gina kann ihn nicht beruhigen. Als er sie derb küsst, stößt sie ihn zurück und eilt Percy nach, um ihn vom Duell abzubringen. Smiths Mutter sucht kurz darauf ihren Sohn auf, um ihn von der geplanten Heirat mit der Tänzerin Gina abzuhalten. Sie findet Smith sterbend vor und der Arzt stellt später fest, dass Smith vergiftet wurde. Gina wird durch die Gesellschaft ausgegrenzt, vermutet man doch, dass sie den Tod ihres Verlobten verursacht hat. Erst Percy kann sie aus ihrer Trauer um Smith erlösen, bricht jedoch kurze Zeit später durch das gleiche Gift, das schon Smith umgebracht hat, zusammen. Gina erkennt, dass Wilton hinter den Vergiftungen stecken muss. Sie sucht ihn auf und er gesteht ihr unter irrem Lachen, dass seine Elixiere die Ursache für die Vergiftung waren. Gina sei zwar immun gegen das Gift, doch sterbe jeder, den sie küsst. Wilton küsst Gina leidenschaftlich, erkennt jedoch erst danach, dass auch er sterben wird. Er eilt in ein Nebenzimmer, um ein Gegengift einzunehmen, doch gelingt es Gina, ihm die Ampulle aus der Hand zu reißen und zu fliehen. Wilton bricht sterbend zusammen und bittet Gina in seinen letzten Minuten um Vergebung. Durch das Gegengift kann Percys Leben gerettet werden. Wiltons Leiche wird gefunden und bei ihm ein Foto Ginas, das der jungen Tänzerin überbracht wird. Erst jetzt kann sie auch um den Tod des ausgestoßenen Wilton weinen.

## Hintergrund
Der Film wurde im Februar 1920 gedreht und von der Firma Helios produziert. Das Drehbuch lieferte Carl Mayer nach seiner Vorlage „Der grüne Kuss“. Für die Bauten war Robert Neppach zuständig, die Kostüme lieferte das Modehaus Charles Drecoll. Der Film hatte eine Länge von fünf Akten auf 1.540 Metern (ca. 84 Minuten) und 105 Zwischentitel. Die Polizei Berlin belegte ihn mit einem Jugendverbot (Nr. 43956), ebenso erneut die Reichsfilmzensur am 15. Dezember 1920 (Nr. 950). Eine Pressevorführung fand Anfang April 1920 in Berlin statt, die eigentliche Uraufführung war am 8. Juli 1920 im Marmorhaus Berlin. Der Film gilt heute als verschollen.

## Kritiken
„John Gottowt als Krüppel, Paul Biensfeldt als Opfer: zwei starke und: vornehme Leistungen. Sascha Gura könnte der Wirkung ihrer rassigen und eleganten Erscheinung auch dann sicher sein, wenn sie weniger gut spielte, was aber keine Aufforderung dazu bedeutet. Die Regie (F.W. Murnau) gibt dem Film, was des Films ist, ohne wesentlich künstlerische Konzessionen zu machen. Man gehe hin, schaue, und man wird darüber hinaus denken können: Ein Lob für alle Beteiligten.“

„Eine gute Mischung aus Psychologie und kinotheatralischen Effekten. Den Krüppel gibt John Gottowt, weniger stark in den Augenblicken rasender Leidenschaft, als in seinen schüchternen Liebesbezeigungen, seinen linkischen, verlegenen Versuchen, die verwöhnte Gina zur Gefährtin, seiner Einsamkeit zu gewinnen. Von den Möglichkeiten, der Entfaltung reicher schauspielerischer Mittel macht Sascha Gura als Tänzerin nicht hinreichend Gebrauch. Auch Paul Biensfeldt hält den alternden Gatten ziemlich physiognomielos. Uneingeschränktes Lob verdienen Photographie und die Innenräume Neppachs, namentlich die Ausstattung des Varietés mit seinen Licht- und Schatteneffekten.“

„Das von Karl Mayer stammende Manuskript ist meisterhaft; allerdings hätte sich doch wohl der Schluß wuchtiger und weniger der Tradition gemäß gestalten lassen. Trefflich war auch die Behandlung der Zwischentitel. […] Die Handlung […] ist logisch aufgebaut […], besonders die Figur des Krüppels ist psychologisch prachtvoll durchgearbeitet. […] Die von Neppach stammenden Interieurs waren teilweise geradezu Kabinettstücke. […] Nicht minder gut ist die Darstellung, Sascha Gura ist in ihrem Spiel glänzend […], daneben gab John Gottowt in der Rolle des Buckligen eine ganz erstaunliche Leistung, die in mancher Hinsicht ein wenig an Werner Kraus in Caligari anklang, gut war auch Biensfeldt, […] schwächer Peter Arnolds […]. Künstlerisch in jeder Beziehung auf der Höhe war auch die Photographie.“

„F. W. Murnau [hat] einen Film gedreht, der, guter Spiel- und Publikumsfilm, seine Beschauer fünf Akte lang zu fesseln weiß. Sascha Gura trägt während dieser 5 Akte eine Unzahl verschiedenster Toiletten mit Eleganz; durch ihr Spiel weiß sie sich freilich über den Mannequin zu erheben, und einer Tänzerin schillerndes Leben zu verleihen. Den Buckligen ‚verkörpert‘ John Gottowt, der in guter Maske und einem an Kraus’sche Charakterisierung anklingenden Spiel der psychologisch recht interessanten Physiognomie dieser Rolle Profil zu verleihen versteht.“